# Лазарев Петро Сергійович
Петро Сергійович (Станіславович) Лазарев (рос. Лазарев Петр Сергеевич (Станиславович); 1887 — 1920, Одеса) — командувач військами Одеської республіки. Лівий есер.
Лівий есер, вступив у союз з більшовиками. У 1917 році заступник голови одеської Ради солдатських депутатів. У січні очолив Третю (Одеську) революційну армію. У квітні 2018 року під Мелітополем армія була розбита частинами Кримської групи Армії УНР. Лазарев залишив армію.
Восени 1919 року прибув до Одеси, де організовувалося більшовицьке підпілля, але був схоплений білогвардійською контррозвідкою. Загинув в ув'язненні в січні 1920 року.
З 1948 року майже 70 років в Одесі його ім'я носила вулиця, яка була перейменована на вулицю адмірала Лазарева.